# East Longmeadow (Massachusetts)
East Longmeadow – miejscowość w USA, w stanie Massachusetts, w hrabstwie Hampden.